# Petrović (Familienname)
Petrović, Petrovič oder Petrovic ist ein Familienname.

## Namensträger

### A
- Aco Petrović (1959–2014), serbischer Basketballtrainer
- Aleksandar Petrović (Regisseur) (1929–1994), jugoslawischer Filmregisseur
- Aleksandar Petrović (Basketballspieler) (* 1959), kroatischer Basketballspieler und -trainer
- Aleksandar Petrović (Schauspieler) (* 1976), österreichischer Schauspieler
- Aleksandar Petrović (Fußballspieler), jugoslawischer Fußballnationalspieler

- Aleksandro Petrovic (* 1988), deutscher Fußballspieler
- Alen Petrović (* 1969), kroatischer Fußballspieler
- Alex Petrovic (* 1992), kanadischer Eishockeyspieler
- Andreja Petrovic (* 2000), norwegischer Tennisspieler
- Anto Petrović (* 1975), kroatischer Fußballspieler und -trainer
- Antonio Petrović (* 1982), montenegrinischer Wasserballspieler

### B
- Biljana Petrović (* 1961), jugoslawische Hochspringerin
- Boban Petrović (1957–2021), jugoslawischer Basketballspieler
- Bojana Jovanovski Petrović (* 1991), serbische Tennisspielerin
- Borna Petrović (* 1997), kroatischer Fußballspieler
- Boško Petrović (1935–2011), kroatischer Jazzmusiker
- Branimir Petrović (* 1982), serbischer Fußballspieler

### D
- Danijel Petrović (* 1992), serbisch-österreichischer Fußballspieler
- Danilo Petrović (* 1992), serbischer Tennisspieler
- Danilo II. Petrović-Njegoš (1826–1860), Fürstbischof und erster weltlicher Fürst Montenegros
- Dejan Petrovič (* 1998), slowenischer Fußballspieler
- Đorđe Petrović, eigentlicher Name von Karađorđe (um 1762–1817), serbischer Aufständischer
- Đorđe Petrović (Biathlet) (* 1991), bosnisch-herzegowinischer Biathlet
- Đorđe Petrović (Fußballspieler) (* 1999), serbischer Fußballtorhüter

- Dražen Petrović (1964–1993), kroatischer Basketballspieler
- Dušan Petrović (* 1966), serbischer Politiker

### G
- Gabriel Petrovic (* 1984), schwedischer Fußballspieler
- Gajo Petrović (1927–1993), jugoslawischer Philosoph
- Goran Petrović (1961–2024), serbischer Schriftsteller

### L
- Ljiljana Petrović (1939–2020), jugoslawische Sängerin
- Ljupko Petrović (* 1947), jugoslawischer Fußballspieler und -trainer

### M
- Madeleine Petrovic (* 1956), österreichische Politikerin
- Manuel Petrovic (* 2004), österreichischer Fußballspieler
- Maria Petrovic (* 2002), schwedische Tennisspielerin
- Marija Petrović (* 1953), serbische Schachspielerin
- Michael Petrović (Mihajlo Petrović; * 1957), österreichisch-serbischer Fußballspieler und -trainer
- Mihailo Petrović (1868–1943), serbischer Mathematiker
- Mihajlo Petrović (Pilot) (1884–1913), serbischer Pilot
- Milan Petrović (Jurist) (* 1947), kroatischer Jurist, Politikwissenschaftler und Historiker
- Milan Petrović (Musiker) (* 1976), serbischer Musiker
- Milan Petrović (Fußballtrainer), slowenischer Fußballtrainer
- Milan Petrović (Wasserballspieler), Wasserballspieler
- Milanko Petrović (* 1988), serbischer Biathlet
- Miloš Petrović (1952–2010), serbischer Musiker und Hochschullehrer
- Milovan Petrović (* 1990), mazedonischer Fußballspieler
- Miodrag Petrović (Fußballspieler) (1946–2017), jugoslawischer Fußballspieler
- Miodrag Petrović Čkalja (1924–2003), jugoslawischer Schauspieler und Komiker

### N
- Nadežda Petrović (1873–1915), serbische Malerin
- Nemanja Petrović (* 1992), serbischer Fußballspieler
- Nenad Petrović (1907–1989), kroatischer Schachkomponist
- Njegoš Petrović (* 1999), serbischer Fußballspieler
- Obren Petrović (* 1957), Politiker aus Doboj, Bosnien und Herzegowina

### O
- Ognjen Petrović (1948–2000), jugoslawischer Fußballspieler

### P
- Petar Petrovic (* 1995), schwedischer Fußballspieler
- Petar Petrović Pecija (1877–1955), kroatischer Dramatiker

### R
- Radmila Petrović (* 1988), montenegrinische Handballspielerin und -funktionärin
- Radmilo Petrović, serbischer Opernsänger (Tenor)
- Radosav Petrović (* 1989), serbischer Fußballspieler
- Rok Petrovič (1966–1993), slowenischer Skirennläufer

### S
- Sandra Petrović Jakovina (* 1985), kroatische Politikerin (SDP)
- Slavko Petrović (Fußballspieler) (* 1958), jugoslawischer Fußballtorhüter und Fußballtrainer
- Slavko Petrović (Leichtathlet) (* 1980), kroatischer Langstreckenläufer
- Slobodan Petrović (Fußballspieler) (* 1948), jugoslawischer Fußballspieler
- Slobodan Petrović (Politiker) (* 1969), kosovarischer Politiker
- Slobodan Petrović (* 1974), deutscher Musiker, siehe Pulsedriver
- Stefan Petrovic (* 1993), österreichischer Fußballspieler
- Svetislav Petrovic (1894–1962), ungarisch-österreichischer Schauspieler, siehe Iván Petrovich

### T
- Tomi Petrović (* 1999), kroatischer Fußballspieler
- Thana Alexa Petrović (* 1987), kroatisch-amerikanische Jazzsängerin

### V
- Veljko Petrović (Heiducke) († 1813), serbischer Freiheitskämpfer und Wojwodenführer
- Veljko Petrović (1884–1967), serbischer Schriftsteller
- Vladimir Petrović (Tennisspieler) (* 1929), jugoslawischer Tennisspieler
- Vladimir Petrović (Fußballspieler, 1955) (* 1955), serbischer Fußballspieler und -trainer
- Vladimir Petrović (Fußballspieler, 1972) (* 1972), kroatischer Fußballspieler und -trainer
- Veselin Petrović (1929–1995), jugoslawischer Radrennfahrer

### Z
- Željko Petrović (* 1965), jugoslawischer Fußballspieler und -trainer
- Zlata Petrović (* 1962), serbische Folk-Sängerin
- Zlatibor Petrović (1921–2009), jugoslawischer Veterinärmediziner
- Zoran Petrović (Schiedsrichter) (1952–2024), jugoslawischer Fußballschiedsrichter
- Zoran Petrović (Wasserballspieler) (* 1960), jugoslawischer Wasserballspieler
- Zoran Petrović (Fußballspieler, 1975) (* 1975), kroatischer Fußballspieler
- Zoran Petrović (Fußballspieler, 1997) (* 1997), serbisch-montenegrinischer Fußballspieler
- Zorka Petrović (1864–1890), Kronprinzessin von Serbien, siehe Zorka von Montenegro